# Tripergole
Tripergole è stato un villaggio medioevale che si ergeva sulla omonima collinetta. Nel 1538 venne interamente distrutto durante l'eruzione vulcanica dei campi flegrei facente parte del plesso di crateri stanti nella zona da cui prende il nome tali crateri vulcanici quasi tutti inattivi tranne quello di campi flegrei trovasi nella parte di regione Campania che affaccia sulla costa del golfo tra Pozzuoli e baia. L'eruzione causò l'innalzamento del suolo fino a dare forma alla collina chiamata Monte Nuovo nel 1538. Il fenomeno che da secoli sia precedentemente e dopo l'eruzione provoca l'innalzamento e abbassamento del suolo non si è mai arrestato e che a tutt'oggi continua con terremoti di bassa e media magnitudo è conosciuto come bradisismo.

## Storia
Il villaggio sorgeva su una modesta collina di tufo, sul lago Lucrino, dove erano presenti i resti della villa di Cicerone e delle terme romane, anch'esse distrutte dall'eruzione del Monte Nuovo.
Il luogo era noto per le proprietà curative termali delle sorgenti flegree. Per questo motivo, Carlo II d'Angiò fece costruire un ospedale che dava ospitalità a circa 30 degenti. Inoltre il villaggio ospitava una chiesa, alcune case, delle osterie e un maniero reale per la caccia.
Intorno al 1488 l'architetto fiorentino Giuliano da Sangallo visitò i Campi Flegrei, sostando a Tripergole. Alcuni suoi disegni testimoniano le architetture termali romane presenti nel villaggio.